# Delta1 Lyrae
Delta1 Lyrae (11 Lyrae) é uma estrela na direção da constelação de Lyra. Possui uma ascensão reta de 18h 53m 43.56s e uma declinação de +36° 58′ 18.2″. Sua magnitude aparente é igual a 5.58. Considerando sua distância de 1079 anos-luz em relação à Terra, sua magnitude absoluta é igual a −2.02. Pertence à classe espectral B2.5V.